# Unterdombach
Unterdombach ist ein Dorf in der Oststeiermark wie auch
Ortschaft und Katastralgemeinde der Gemeinde Buch-St. Magdalena im Bezirk Hartberg-Fürstenfeld der Steiermark.

## Geographie
Der Ort befindet sich am Nordrand des Oststeirischen Riedellands, 45 Kilometer östlich von Graz, 5 km südlich von Hartberg. Er liegt auf 318 m ü. A. am Riedl zwischen Hartberger Safen im Osten und Pöllauer Safen im Südwesten.
Die Ortschaft und Katastralgemeinde umfasst knapp 35 Gebäude mit etwa 140 Einwohnern.
Zum Ortschaftsgebiet gehört auch die kleine Rotte Ritterhof im Süden. Das Katastralgebiet umfasst knapp 280 Hektar und ist durchwegs landwirtschaftlich geprägt.
Nachbarorte, -ortschaften und -katastralgemeinden
| Siebenbrunn (O u. KG, Gem. Hartberg Umg.)       | Totterfeld                                  | Wenireith (O u. KG, Gem. Hartberg Umg.)          |
| Kopfing [bei Kaindorf] (O u. KG, Gem. Kaindorf) | Kompassrose, die auf Nachbargemeinden zeigt | Oberbuch ∗ (O, KG, Gem.)                         |
| Wagenbach (O u. KG, Gem. Ebersdorf)             | Egg Ritterhof (Gem. Ebersdorf)              | Unterbuch (O, KG, Gem.) Geiseldorf (O, KG, Gem.) |

∗ KG Oberbuch grenzt nicht an, da sich die KG Wenireith dazwischenschiebt

## Geschichte

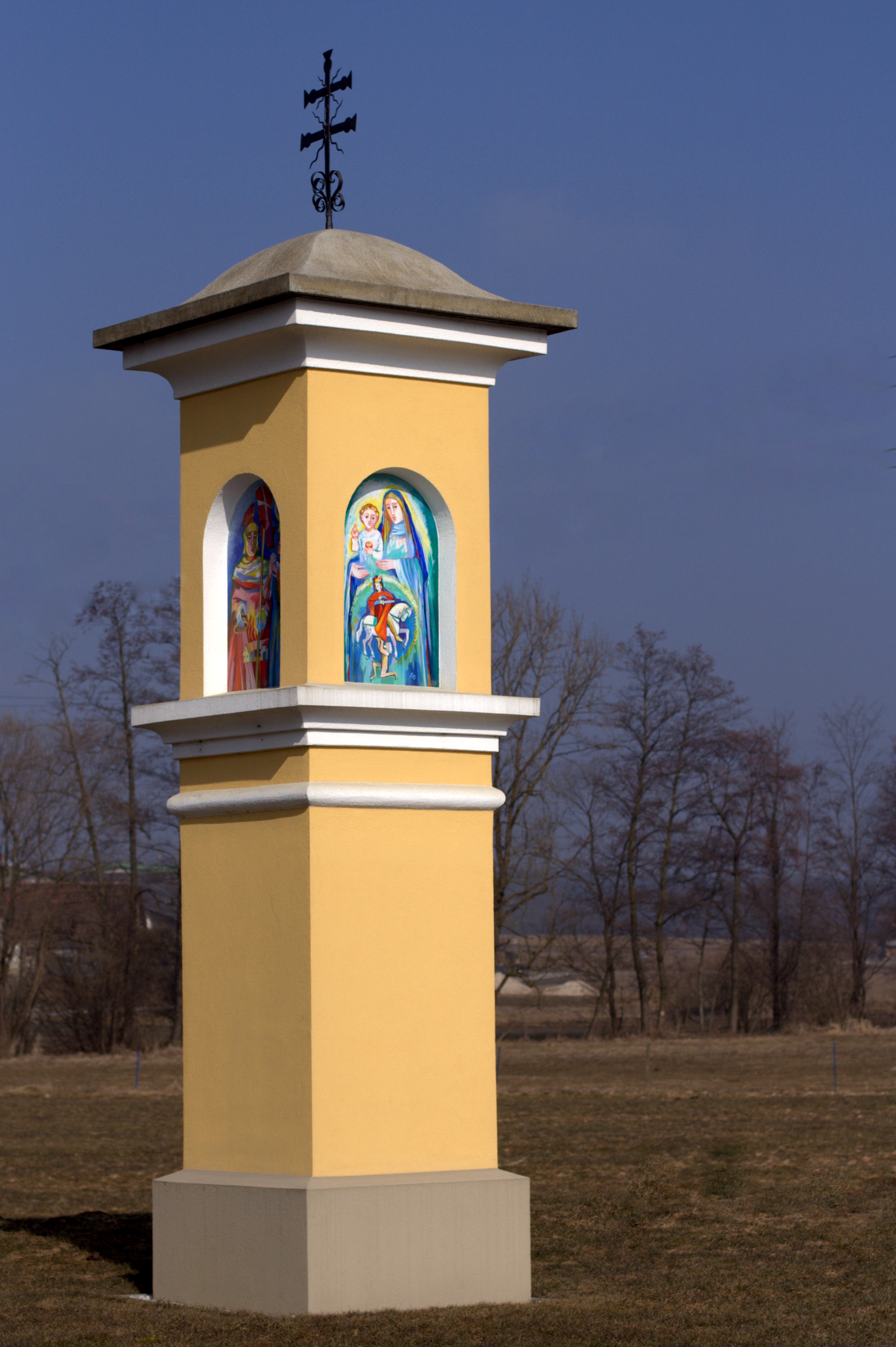
Bildstock Unterdombach (erb. 2007)

Unterdombach wird 1434 als Tampach erstmals urkundlich erwähnt. Es wurde vermutlich um 1193 durch die Starhemberger gegründet. Es wurde in seiner Geschichte wie auch die Nachbardörfer häufig überfallen und verwüstet.
1850, bei der Schaffung der Ortsgemeinden nach der Revolution 1848/49, wurde die Steuergemeinde Unterdombach der Gemeinde Wenireith angegliedert. Sie kam 1969 zu Buch-Geiseldorf, als die Katastralgemeinde Wenireith Teil der Gemeinde Hartberg Umgebung wurde.
Bis 2012 gehörte der Ort zum Bezirk Hartberg.
Seit 1. Jänner 2013 gehört Unterdombach zur neu geschaffenen Gemeinde Buch-St. Magdalena.

## Sehenswürdigkeiten
Das wuchtige Wegkreuz, ein an die sechs Meter hohes Dorfkreuz in Form eines Nischenpfeilers, wurde 2007 neu gebaut, und 15. August 2007 mit Dechant Josef Reisenhofer offiziell eingeweiht.

Ursprünglich war hier ein Bildstock vom Beginn des 18. Jahrhunderts gestanden, der wahrscheinlich nach dem Kuruzeneinfall 1704 errichtet wurde. Die Fresken in den halbrund abgeschlossenen Nischen stammten vom Maler Adolf Osterider und wurden anlässlich einer Restaurierung 1959 gefertigt. Sie zeigten die Marienkrönung, die Heilige Familie, sowie die Heiligen Pankratius, Florian und Notburga, drei der Nothelfer. Das Dorfkreuz stand unter Denkmalschutz, es wurde aber „aufgrund der Bauschäden ein Neues erricht“.

## Nachweise
- 62205 – Buch-St. Magdalena. Gemeindedaten der Statistik Austria
- Unterdombach, ehemalige Gemeindewebseite buch-geiseldorf.at

1. 1 2  Unterdombach (Memento des Originals vom 27. Februar 2016 im Internet Archive)  Info: Der Archivlink wurde automatisch eingesetzt und noch nicht geprüft. Bitte prüfe Original- und Archivlink gemäß Anleitung und entferne dann diesen Hinweis., buch-geiseldorf.at, 1. Absätze, mit Fotos, abgerufen am 7. Mai 2013.
2. ↑  Hans Wilfinger: Religiöse Flurdenkmäler und Gottesdienststätten im Pfarrbereich Hartberg. Hrsg.: Männerbewegung der Pfarre Hartberg. Hartberg 1993, S. 299–300.